# Daniel Hartvig
Daniel Henning Hartvig, né le 4 août 1996, est un coureur cycliste danois spécialiste de la piste.

## Palmarès sur piste

### Championnats d'Europe
| Édition / Épreuve | Poursuite par équipes                             |
| Granges 2015      | Bronze (avec Hansen, Pedersen, Quaade et Nielsen) |

### Championnats nationaux
- 2014
  -  Champion du Danemark de course aux points juniors
  - 2e du championnat du Danemark du kilomètre juniors

## Palmarès sur route
- 2013
  - 2e de la Coupe du Président de la Ville de Grudziądz